# 千匹皮
「千匹皮」（せんびきがわ、独: Allerleirauh、KHM 65）は、グリム童話の中の話の1つ。「千色皮」（せんいろがわ、せんしょくかわ）、「千枚皮」（せんまいかわ）、「毛むくじゃら姫」（けむくじゃらひめ）などと訳されることもある。
近親相姦色が強い作品。また、美しい姫が異形のものに化けるというモチーフは、日本の「姥皮」などにも見られる。

## あらすじ

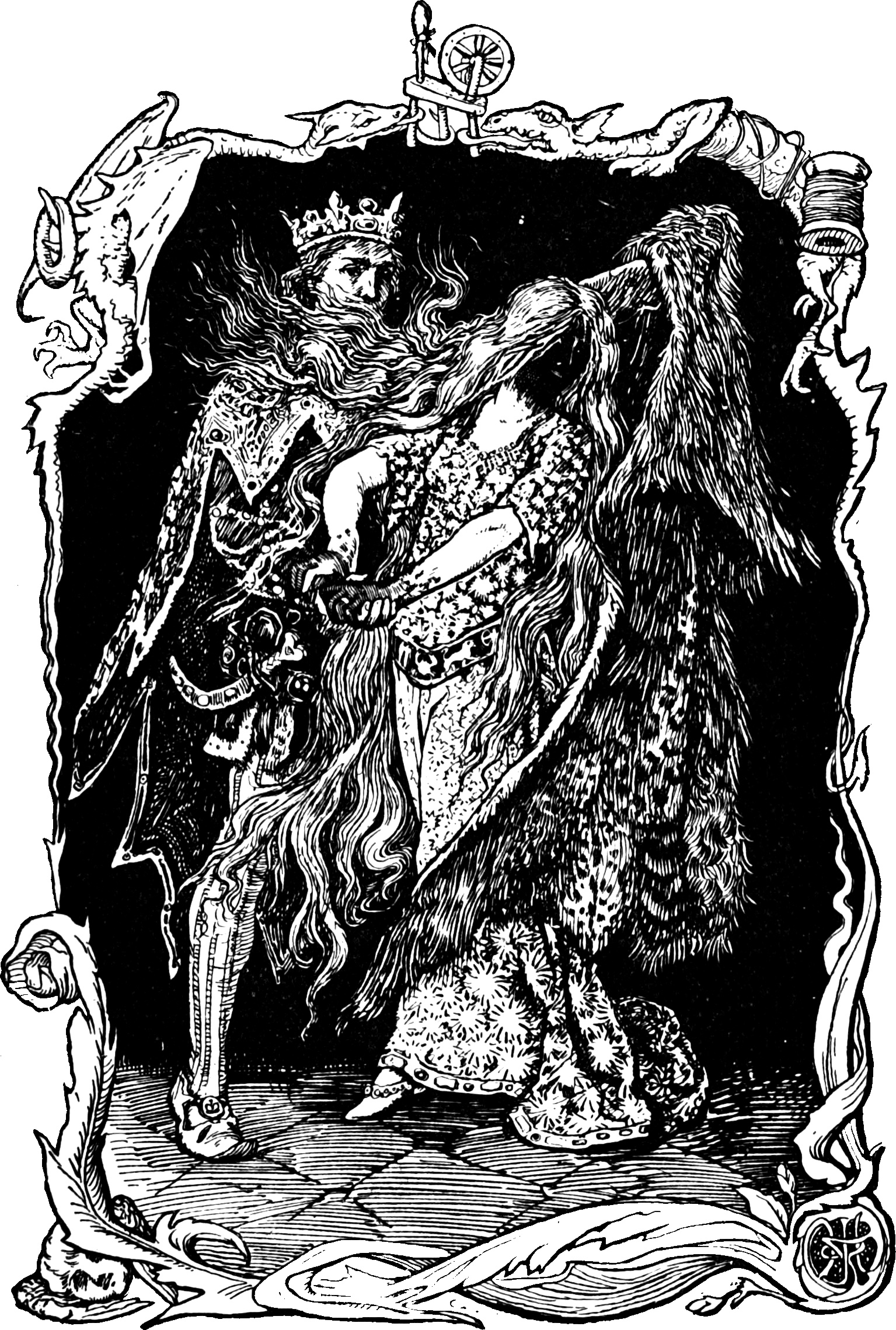
Henry Justice Fordによる「千匹皮」 (1892)

ある国の王妃が病にかかり、臨終の床で「自分のように美しい、金髪の女性とでなければ再婚しないでほしい」と王に遺言をする。王妃の死後、再婚の話が出るが、王妃のような女性がいなかったので断り続ける。
数年後、王は自分の娘が王妃に似た美しい女性へと成長していることに気づき、側近の反対を撥ね除けて次の花嫁と定める。王女は親子婚を阻止するため、月のドレス、星のドレス、太陽のドレスを父王にせがみ、さらに千種類の動物の皮で作った毛皮のコート（千匹皮）を作ってくれないと結婚はしないと難題を突きつける。しかし王は国中の職人を集めてすべての衣装を完成させてしまう。父から「婚礼は明日」と告げられた王女は万策尽きたことを悟り、三着のドレスに王からもらった金の指輪、金の糸車、金の糸枠をつつみ、肌を炭で黒く塗って千匹皮をまとい、城から逃げ出す。
森をさまよっていると、その異様な姿から奇妙な獣と間違えられ、捕らえられるが王女とは気付かれず、城の料理番の下働きとして雇われ、その風体から「千匹皮」と呼ばれることとなる。ある日、城で舞踏会が開かれたとき、王女は婿に会えると考え太陽のドレスをまとって美しい姿で現れる。王は見知らぬ女性が自分の花嫁に似ていることに気づくが確かめる前に王女は去ってしまう。王女は千匹皮に戻り、王のためのスープに金の指輪を入れる。王はスープを作った千匹皮を呼び出し、指輪について問いただすが、王女ははぐらかしてやりすごす。
二度目の舞踏会に王女は月のドレスをまとって現れ、王と踊った後にすぐに姿を隠した。王は消えた女性の金髪から、かの女性が自分の花嫁であると確信を深める。厨房に戻った王女は王のためのスープに金の糸車を入れる。スープの中から糸車を見つけた王は、それが以前自分が花嫁に贈ったものと気がつき驚く。再び千匹皮は呼び出されるが、はぐらかしてやりすごす。
三度目の舞踏会に王女は星のドレスをまとって現れる。やはり王のもとから逃走するが、時間が足りなかったために、一本の指に炭を塗り損ねる。厨房に戻った王女は王のためのスープに金の糸枠を入れる。スープの中から糸枠を見つけた王は、花嫁が自分の身近に存在することを確信し、千匹皮を呼び出す。詰問され逃げ出す千匹皮の指の白さを見逃さなかった王が、千匹皮を捕まえ毛皮を剥がすと黄金の髪が露わとなり、その正体が明らかとなる。それから、王と王女は結婚し、死ぬまで幸せに暮らした。
参考文献
- 吉原高志、吉原素子, 1993年.『グリム〈初版〉を読む』 白水社 （底本：グリム『子供と家庭のメルヒェン集』初版 1812）pp. 119–133.

## 成立
グリム童話初版の「千匹皮」は、王女が父王との近親婚から逃れるために城から逃亡する前半部に対し、身分を隠して下働きに身をやつした王女が「いとしいお婿さんに会えると考えて」舞踏会に現れてそれとなく自分の存在を示し、父王との結婚に至るという、つじつまの合わないストーリーとなっている。グリム童話研究者のハインツ・レレケは、初版の「千匹皮」は1798年のカール・ネールリッヒの長編小説『Schilly』の中にある、後半部に相似した挿話と、1812年にグリム兄弟がヴィルト家から採集した話が強引に融合されたものと推測している。
注釈手稿などから、グリム兄弟もこの不合理さには気づいていたことが分かる。第2版以降ではスープに入れた金の品々が王からの贈り物だったという設定はなくなっている。他にも、森で王妃を発見し城に連れ帰るのは「この森の持ち主である王」に変更され、父王とは別人とすることで不合理さの解消が図られている。また、近親相姦は児童書のテーマとしてふさわしくないと考えたが、本テクストでは王の近親相姦願望が物語の本質的な部分となっているため、王の側近が代弁する形で近親相姦への批判を織り込んでいる。
また、源典となった古い民話には、王女が結婚の条件として突き付ける難題に、王国の至宝であり財源でもある「黄金の糞をする驢馬（ろば）」の皮で作ったコートを要求する、「千匹皮」ならぬ「驢馬の皮」版も存在する。

## 関連
- ロバの皮 Peau d'âne - シャルル・ペローによる童話。
- ロバと王女 Peau d'âne (1970年) - ジャック・ドゥミ監督によるフランス映画。
- キャットスキン（英語版） - 英語の昔話。英語圏で誤翻訳や混同されるが別の話である。